# Елагино (Новодеревеньковский район)
Ела́гино — деревня в Новодеревеньковском районе Орловской области России. Входит в состав Никитинского сельского поселения.

## География
Деревня находится в северо-восточной части Орловской области, в лесостепной зоне, в пределах центральной части Среднерусской возвышенности, на правом берегу реки Любовша, при автодороге 54К-6, на расстоянии примерно 7 км (по прямой) к востоку-юго-востоку от посёлка городского типа Хомутово, административного центра района. Абсолютная высота — 170 м над уровнем моря.

### Климат
Климат умеренно континентальный, с умеренно холодной снежной зимой и тёплым летом. Среднегодовая температура воздуха — 4,9 °C. Средняя многолетняя температура самого холодного месяца (января) составляет −9,7 °С, средняя температура самого тёплого (июля) — 19 °С. Среднегодовое количество атмосферных осадков составляет 490—590 мм, из которых большая часть выпадает в тёплый период. Снежный покров держится в течение 126 дней.

### Часовой пояс
Деревня Елагино, как и вся Орловская область, находится в часовой зоне МСК (московское время). Смещение применяемого времени относительно UTC составляет +3:00.

## Население
| 1859 | 1915 | 2010 |
| ---- | ---- | ---- |
| 185  | ↗394 | ↘1   |

### Национальный состав
Согласно результатам переписи 2002 года, в национальной структуре населения цыгане составляли 61 % из 18 чел., русские — 39 %.